# Kugaryuak River
Kugaryuak River är ett vattendrag i Kanada.   Det ligger i territoriet Nunavut, i den centrala delen av landet, 3 300 km nordväst om huvudstaden Ottawa.
Omgivningarna runt Kugaryuak River är i huvudsak ett öppet busklandskap. Trakten runt Kugaryuak River är nära nog obefolkad, med mindre än två invånare per kvadratkilometer.